# نورسنج

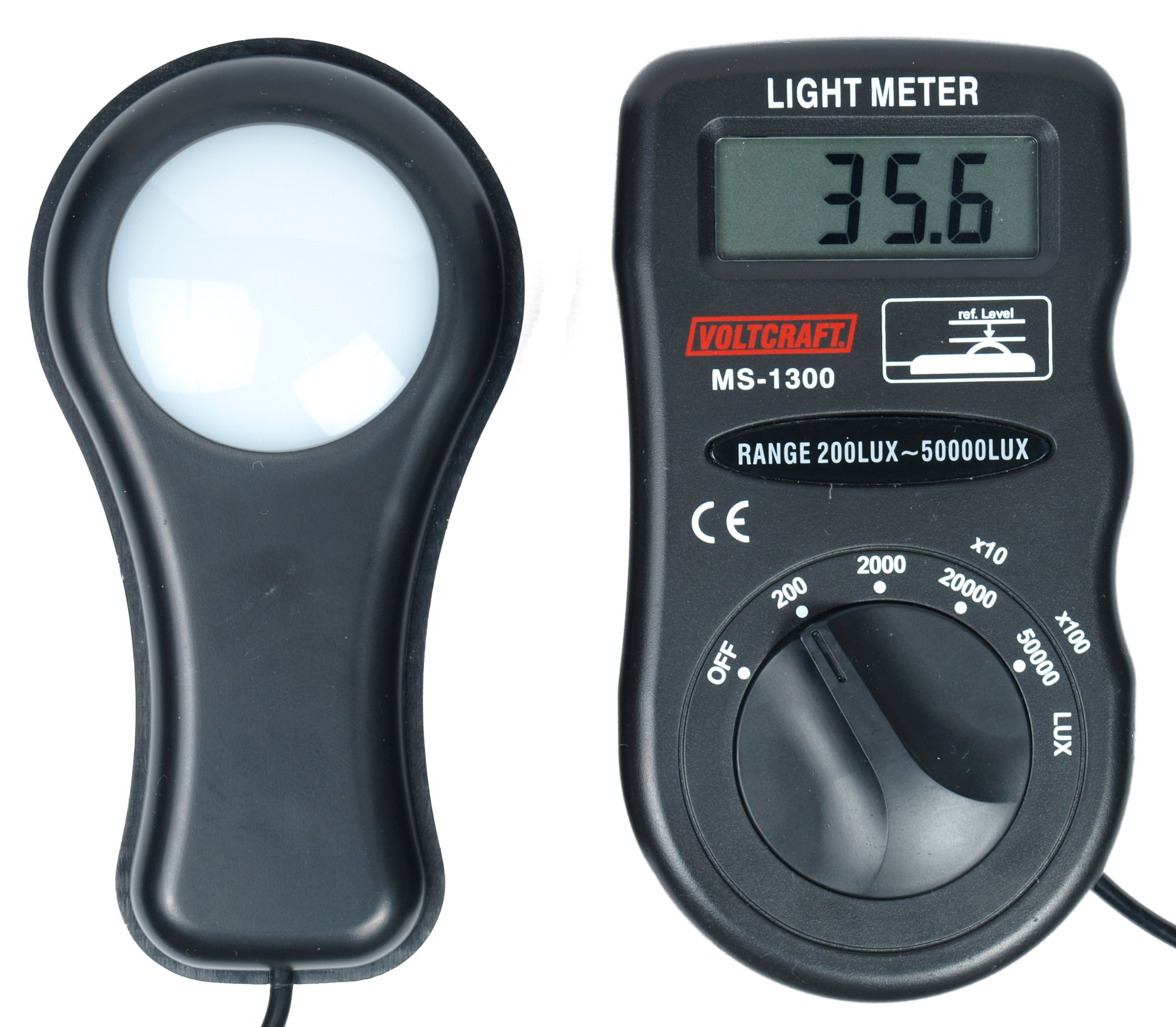
یک نورسنج

نورسنج یا فوتومتر (به انگلیسی: نورسنج) یک وسیله برای اندازه‌گیری شدت روشنایی‌ یا خواص اپتیکی محلول‌ها یا سطوح است. همچنین نورسنج‌ها برای اندازه‌گیری کمیت‌های زیر نیز به کار می‌روند:
- روشنایی
- چگالی تابش
- جذب
- پراکندگی
- بازتاب
- قلوئورسانس
- فسفرسانس
- تابناکی